# Ante Sapunar
Ante Sapunar (Kaštel Stari, 13. svibnja 1931. – Split 25. lipnja 2017.) bio je hrvatski pjesnik.

## Životopis
U Splitu živi od četvrte godine života. Iako samo porijeklom vezan s otokom Bračem i Ložišćem, rodnim mjestom svojih roditelja, cijeli je život osjećao pripadnost tom otoku. Na Višoj pedagoškoj školi u Splitu završio je studij hrvatskog jezika i književnosti i talijanski jezik. Daljnje školovanje nastavlja na Filozofskom fakultetu u Sarajevu na kojem diplomira hrvatski jezik i književnost. Čitav radni vijek provodi kao predavač hrvatskog jezika i književnosti u Turističko-ugostiteljskoj školi gdje dio radnog vijeka provodi kao ravnatelj i zamjenik ravnatelja škole.
Usporedo s prosvjetnom djelatnošću bavi se književnošću i kulturom. Još kao srednjoškolac piše pjesme vezane za Brač i Split. Posebno njeguje čakavštinu, napajanu bračkom arkadijom. Objavio je nekoliko knjiga poezije. Za književni rad dobio je razna priznanja i nagrade: Zlatno novinarsko pero Plavog vjesnika, 3. nagradu na prvom Čakavskom saboru u Žminju, na susretu pjesnika u Grubišnom polju 1988. godine pjesma Kameno življenje odabrana je među pobjednike, sudionik je književne večeri "Vječno ća" 1974.
Od osnutka Društva prijatelja kulturne baštine njegov je aktivan član, od 1978. član predsjedništva dok je od 1992. do 2015. njegov predsjednik. U toj ulozi borio se protiv devastacije voljenog grada Splita i za zaštitu njegovih spomenika kroz članke u lokalnom tisku te brojne znanstvene i pregledne članke u časopisu Kulturna baština. Posebice je bila važna njegova aktivnost vezana za obnovu monumentalne fontane na splitskoj rivi. Kao član Komisije za imenovanje ulica i trgova i spomenika sudjelovao je u donošenju važnih zaključaka povezanih s očuvanjem baštine. Bio je član predsjedništva za izradu nacrta prijedloga plana upravljanja povijesnom jezgrom Splita i plana upravljanja podrumima Dioklecijanove palače, a ujedno je sudjelovao u odboru projekta Split 1700. Bio je uključen u rad Književnog kruga a od 1983. do 1984. bio je urednik biblioteke Antologija. Sudjelovao je u radu Inicijativnog odbora za pokretanje manifestacije Nazorovi dani i bio suosnivač kulturne manifestacije Marulićevi dani.

## Djela
- Kvadri moga škoja (1972.)

- Zaustaviti vrijeme (1977.)

- Spirale (1978.)

- Brački bašćinski glasi (1993.)

- Inedita iz škafetina (2013.)
- Mojih sto zlodjela (2020.)